# Hoa Hao
Hòa Hảo (chữ nho: 和好) är en vietnamesisk religion, grundad 1939 av Huỳnh Phú Sổ,  såsom en folklig uttolkning av buddhismen. På samma sätt som Cao Đài hade Hòa Hảo tidigt en egen väpnad gren. Det finns uppemot 2 miljoner anhängare till denna gren av buddhism.
Synliga skillnader mellan Hòa Hảo och andra former av buddhism är avsaknaden av tempel och buddhastatyer (de senare är ersatta av röda dukar). Flest anhängare har Hòa Hảo längs Mekongfloden i södra Vietnam.